# Uitlander

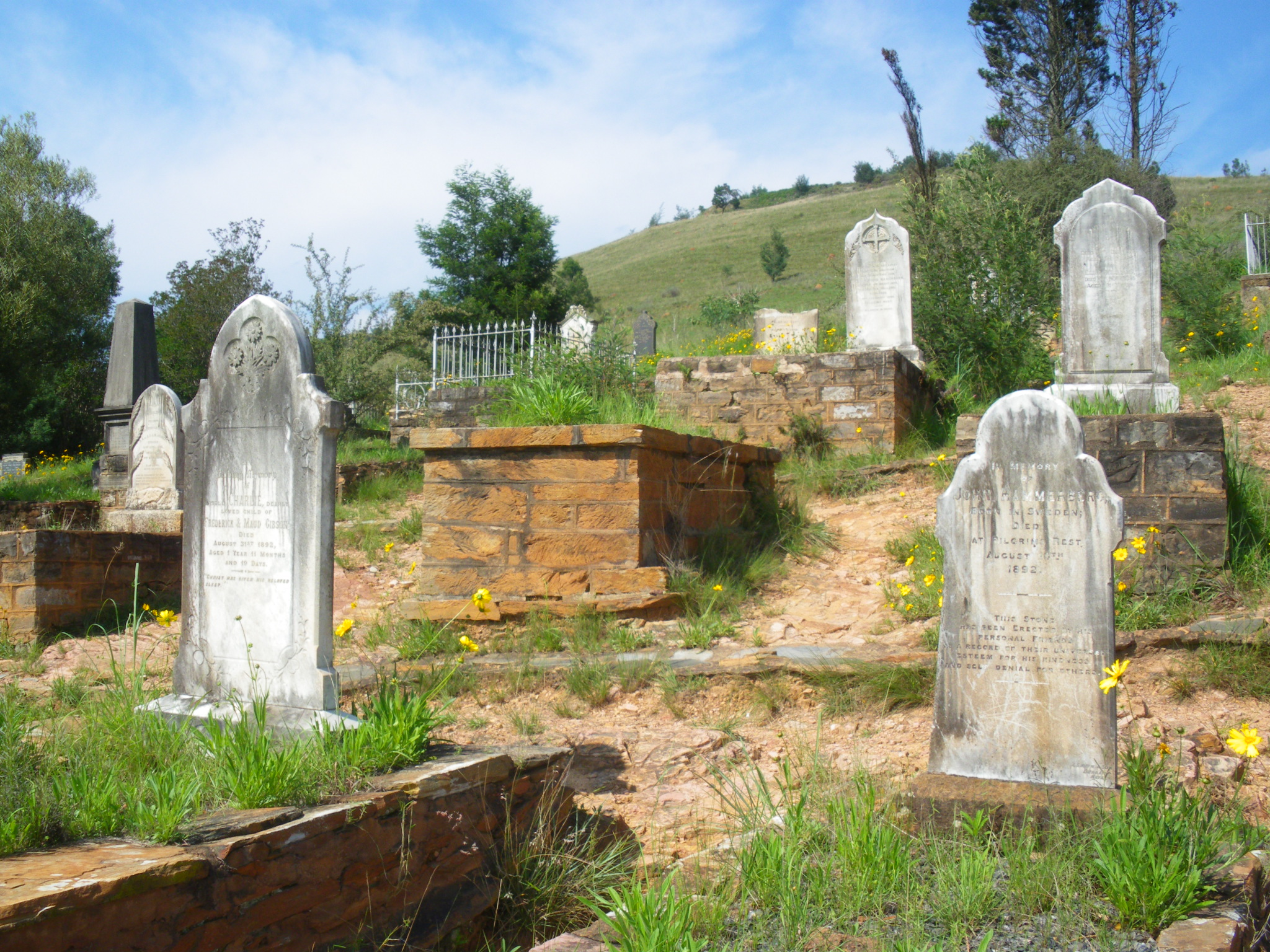
Der Uitlander-Friedhof in Pilgrim’s Rest, Mpumalanga

Uitlander (afrikaans für „Ausländer“; Plural Uitlanders) war in der Südafrikanischen Republik bzw. Transvaal die Bezeichnung für ausländische Wanderarbeiter im ausgehenden 19. Jahrhundert. Sie waren zumeist britische Staatsbürger und besaßen anders als die einheimischen männlichen Buren, die Burgher genannt wurden, nur eingeschränkte Rechte. Diese Beschränkung wurde von den Briten als Grund für den Beginn des Zweiten Burenkrieges genutzt. 

## Geschichte
Ab 1873 führten Goldfunde bei Pilgrim’s Rest und Barberton im östlichen Transvaal zu einem Zuzug von Abenteurern nach Transvaal. 1886 wurden im Witwatersrand große Goldvorkommen entdeckt, die zahlreiche Menschen anlockten, vor allem aus Europa und der britischen Kapkolonie. Die Zahl der Zuwanderer war schließlich etwa doppelt so hoch wie die der Burgher. Die meisten von ihnen siedelten am Witwatersrand, während viele Burgher auf dem Land lebten. 1896 wurden in Johannesburg im Zentrum des Witwatersrand 50.907 Weiße gezählt, darunter nur 6.205 Burgher, jedoch über 16.000 Briten, rund 15.000 Bürger der Kapkolonie, 3.300 russische bzw. litauische Juden und 2.200 Deutsche.
Die Regierung Transvaals unter Paul Kruger sah die Unabhängigkeit der Republik in Gefahr. Sie verweigerte den Uitlanders das Wahlrecht, um einen Anschluss an die Kapkolonie zu verhindern. 1890 wurden ein Gesetz erlassen, das Uitlanders erst nach 14 Jahren Aufenthalt und einem Alter von 40 Jahren das volle Wahlrecht für den Ersten Volksraad zugestand. Für die Uitlander wurde der „Zweite Volksraad“ eingerichtet, der nur für kommunale Fragen in Johannesburg und Umgebung zuständig war. Er war ebenfalls im Ou Raadsaal in Pretoria ansässig, seine Entscheidungen konnten aber vom Ersten Volksraad überstimmt werden. Zugleich wurden hohe Steuern erhoben; die öffentliche Verwaltung erwies sich als ineffektiv und gab ebenfalls Grund zur allgemeinen Unzufriedenheit unter den Uitlanders. In der Folge fand 1895 die Jameson Raid statt. Cecil Rhodes, der Premierminister der Kapkolonie, hatte diese Invasion geplant und dabei einen Aufstand der Uitlander initiiert, um das Gebiet erobern zu können. Nur wenige Uitlander unterstützten jedoch den Aufstand, und Jamesons Truppen wurden schnell geschlagen.
Ab 1897 nutzten der britische Hochkommissar für das südliche Afrika, Sir Alfred Milner, und der Kolonialminister Joseph Chamberlain die fehlenden Bürgerrechte als Vorwand, Transvaal unter Druck zu setzen. Sie beharrten auf den Ansprüchen der Uitlander und drohten indirekt mit Krieg. 1899 brach der Zweite Burenkrieg aus, an dessen Ende 1902 der Transvaal von den Briten annektiert wurde. Alle Einwohner Transvaals wurden somit zu britischen Staatsbürgern; der Ausdruck „Uitlander“ wurde obsolet.